# Garcinarro
Garcinarro es una localidad de España, capital del municipio de El Valle de Altomira, en la provincia de Cuenca (comunidad autónoma de Castilla-La Mancha) el cual cuenta con una población de 88 habitantes (2023) y un yacimiento arqueológico llamado la cava. 

## Historia

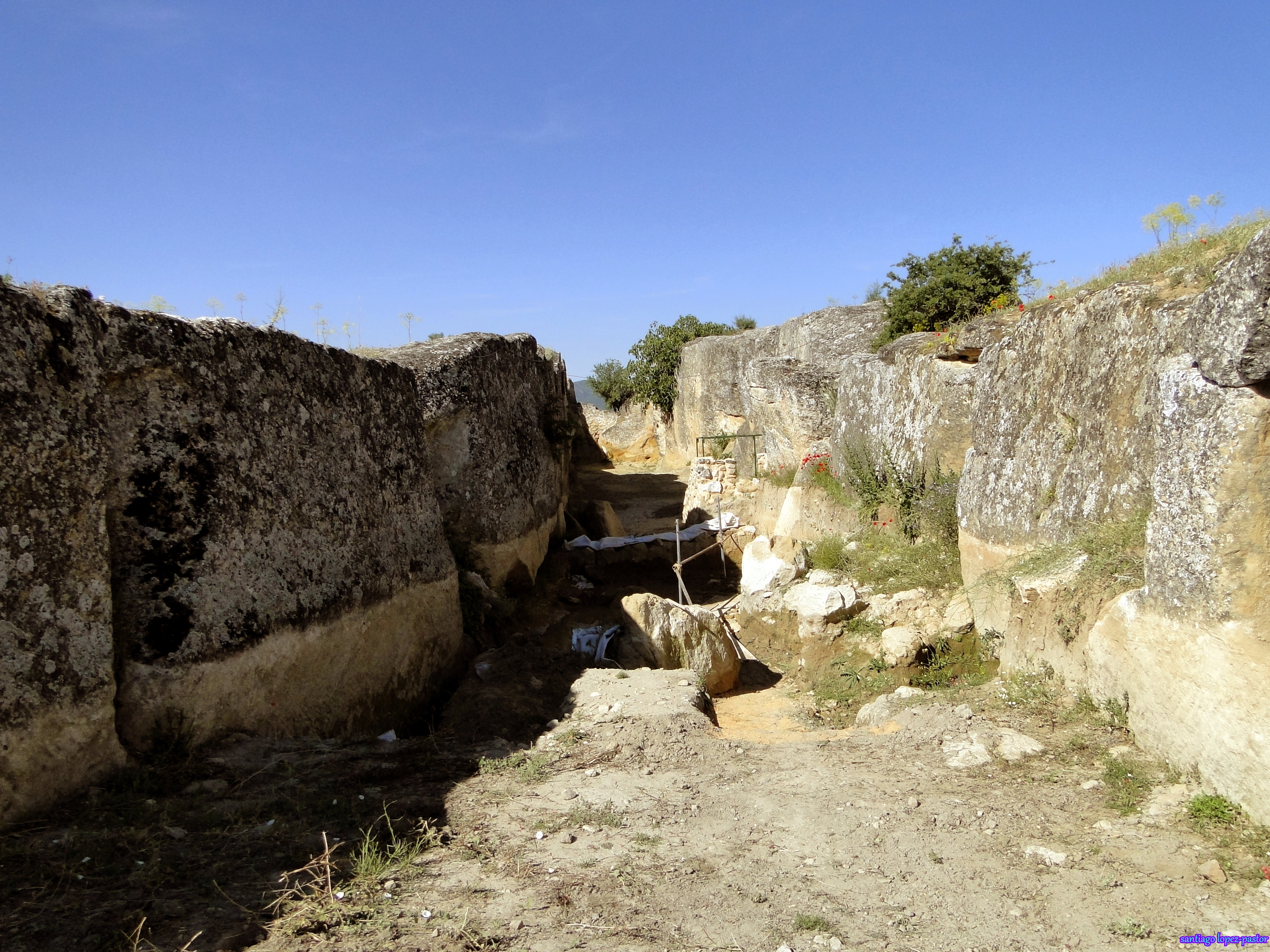
Yacimiento arqueológico de La Cava

Existe un yacimiento íbero de la edad de bronce en el término municipal.
Así se describe a Garcinarro en el tomo VIII del Diccionario geográfico-estadístico-histórico de España y sus posesiones de Ultramar, obra impulsada por Pascual Madoz a mediados del siglo XIX:

Villa con ayuntamiento en la provincia y diócesis de Cuenca (10 leguas), partido judicial de Huete (2), audiencia territorial de Albacete (23), capitanía general de Castilla la Nueva (15). Se halla situada en un valle semiesférico a la falda de la sierra de Altomira, circuida de unas pequeñas alturas a excepción de la parte E con clima templado y vientos del N y NE, y las enfermedades más comunes las afecciones de pecho y dolor de muelas. Consta de 165 casas, formando cuerpo de población, todas de regular construcción, entre ellas la del ayuntamiento; tiene una escuela de niños a la que concurren 40 de ambos sexos; cárcel pública; 2 fuentes, una de agua muy exquisita y suficiente para el consumo de los vecinos del pueblo, y la otra mucho más abundante aunque inferior y poco potable se aprovecha para riego de las tierras y los ganados; esta última tiene 2 caños de bronce y la primera cae sobre una piedra en la que se ha formado el recipiente que se tiene con toda curiosidad y esmero; la iglesia parroquial (Nuestra Señora del Sagrario) es un edificio majestuoso, todo de sillería de arquitectura gótica, dividido en 3 naves sostenidas por 6 hermosas pilastras; la torre tiene bastante elevación y remata en un vistoso capitel cubierto de pizarra; el curato es de entrada y está servido por un párroco de provisión ordinaria y un sacristán. Confina el término al N con Jabalera y Almonacid (este último de Guadalajara); E Moncalvillo, S Cuevas de Velasco y Huete, y O Trasierra e Illana (de Guadalajara); en él se encuentra una ermita en una pequeña altura y al NE de la población dedicada a San Sebastián, y los despoblados de Ballesteros y Mohorte. El terreno es de inferior calidad bañado en parte con las aguas de un pequeño arroyo sin nombre, cuyo origen lo tiene al S y gira hacia el N, sobre él hay 3 pequeños puentes de piedra, todos al O; es llano en su mayor parte, poblado de muchos y frondosos olivares y viñedos, con un gran monte robledal y otro de encina llamado la Dehesilla. Los caminos son generalmente de carril y el principal el que comunica con la Mancha desde la Alcarria tocando por la Isabela, Brihuega y Guadalajara. La correspondencia se recibe 2 veces en la semana por valijero de la administración de Huete. Industria: la agrícola, la elaboración del esparto y 2 molinos de aceite. Producciones: toda clase de cereales, mucho aceite superior, vino, legumbres y hortalizas; hay ganado lanar en número de 2.500 cabezas, 40 pares de mulas y algún vacuno y caza de liebres, conejos y perdices. Población: 152 vecinos, 534 almas. Capital territorial productivo: 1.737.180 reales. Imponible: 86.859. El presupuesto municipal se cubre con el producto de un molino aceitero y un horno de pan cocer perteneciente a los propios, y el déficit si resulta por reparto vecinal.
Diccionario geográfico-estadístico-histórico de España y sus posesiones de Ultramar

## Demografía
| Gráfica de evolución demográfica de Garcinarro entre 1842 y 1960 |
| |
| Población de derecho según los censos de población del INE Población de hecho según los censos de población del INEEntre el censo de 1970 y el anterior, este municipio desaparece porque se integra en el municipio Puebla de Don Francisco |

La máxima población registrada en Garcinarro fue de 1240 vecinos en el censo de 1940. Desde entonces, ésta ha ido disminuyendo hasta los 121 habitantes censados en el año 2014. Pese a tener esa cifra tan escasa de habitantes, en la época de verano esa cifra asciende incluso a los 1000 habitantes, debido a las fiestas del pueblo y a las vacaciones de verano.
| Gráfica de evolución demográfica de Garcinarro entre 2000 y 2017   |
|                                                                    |
| Población de derecho (2000-2017) según el padrón municipal del INE |

## Patrimonio

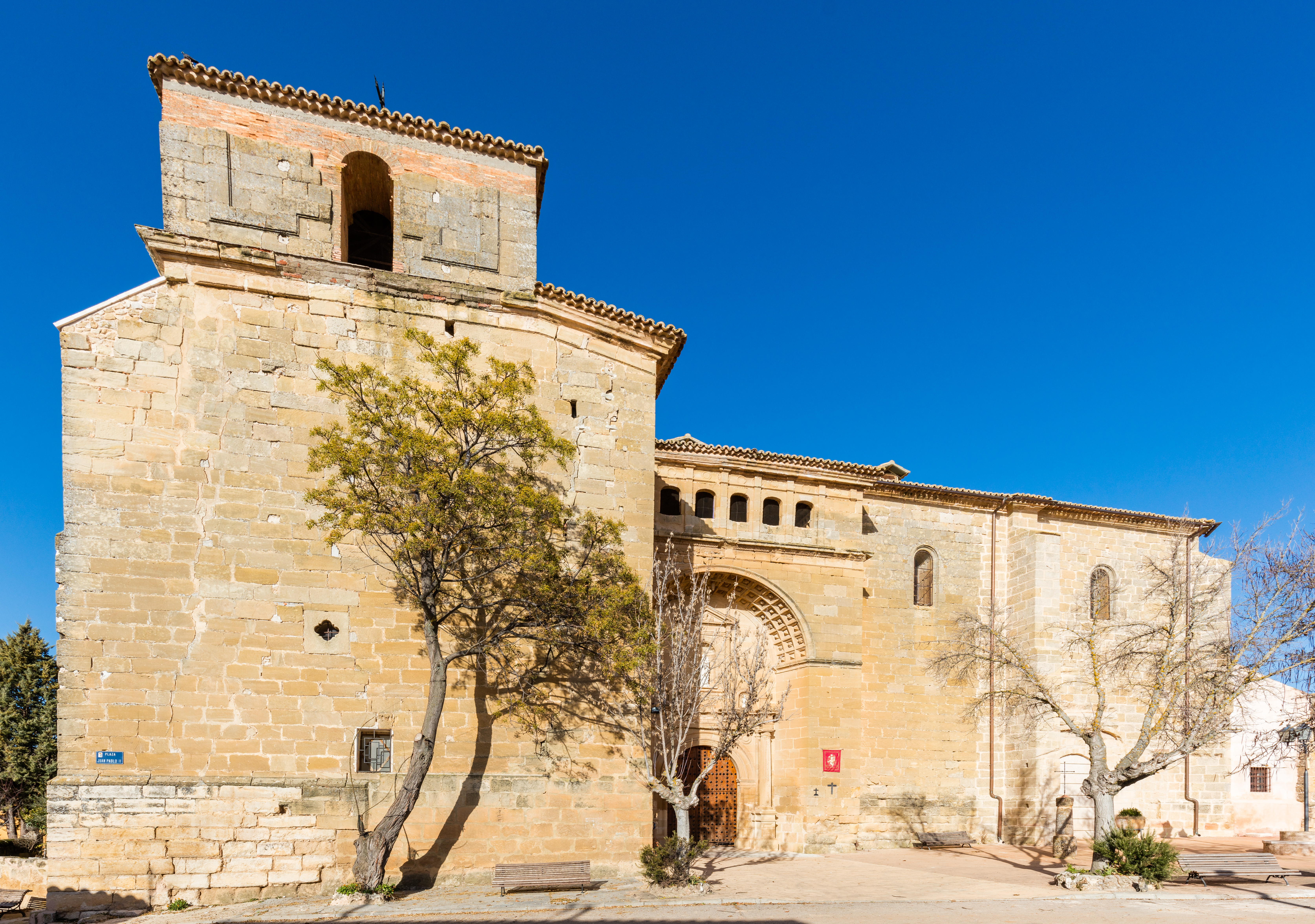
Vista frontal de la iglesia.

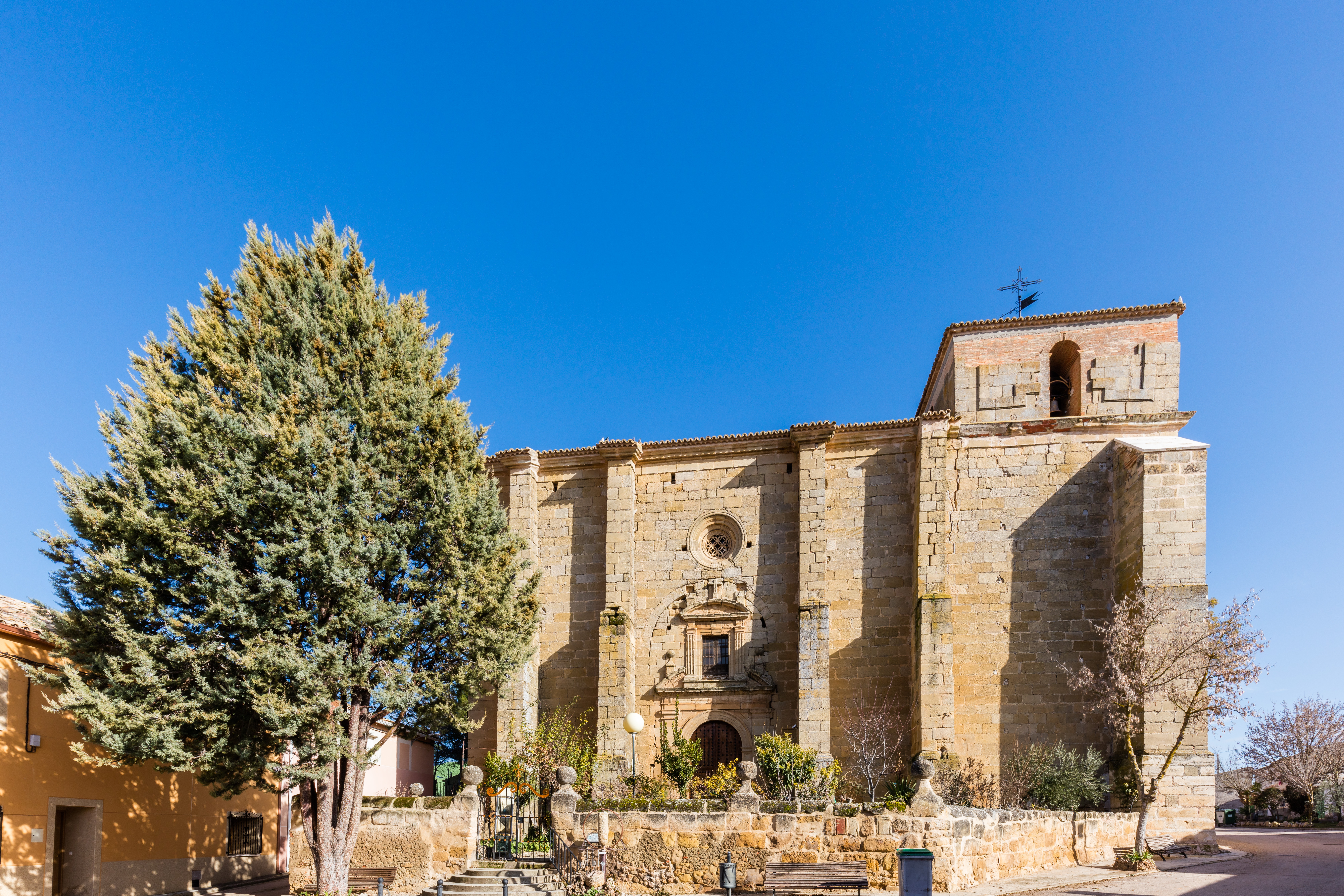
Vista posterior.

La iglesia de Nuestra Señora del Sagrario es obra renacentista con construcciones de los siglos XVI, XVII y XVIII. Es interesante la galería con serie de seis ventanas, sobre el arco triunfal, muy al estilo aragonés. También destaca la portada recargada de entrada a la antigua sacristía.La iglesia está dedicada a Nuestra Señora del Sagrario.

## Fiestas
- San Isidro labrador es el patrón del pueblo y aún se sigue sacando en procesión el día 15 de mayo.
- El 15 de agosto se celebran las fiestas en honor a la Virgen del Sagrario. La celebración religiosa comienza nueve días antes con las novenas a la Virgen y termina con la procesión. La fiesta popular suele ser de 4 o 5 días en torno al día de la Virgen.

## Personas notables
- Francisco Ruiz-Jarabo (1901-1990), jurista, magistrado y ministro de Justicia de España durante el régimen de Franco.